# Lohnsfeld

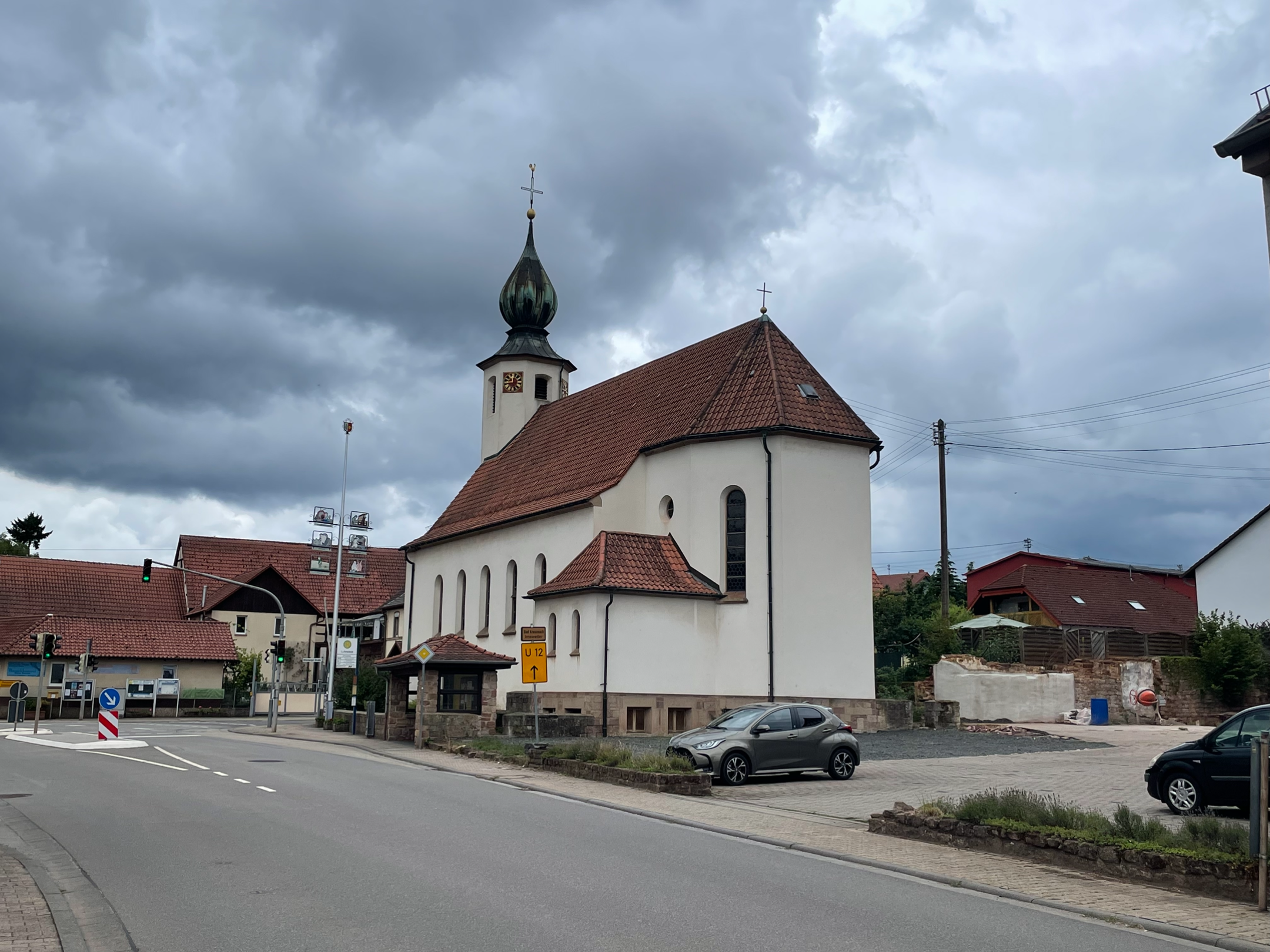
Katholische Kirche St. Jakobus der Ältere

Lohnsfeld ist eine Ortsgemeinde im südlichen Donnersbergkreis in Rheinland-Pfalz. Sie gehört der Verbandsgemeinde Winnweiler an.

## Geographie
Lohnsfeld liegt im Nordpfälzer Bergland südöstlich des Donnersbergs. Im Norden befindet sich Winnweiler, im Osten Münchweiler an der Alsenz und südlich liegt Wartenberg-Rohrbach.
Zu Lohnsfeld gehört auch der Weiler Schmitterhof sowie die Wohnplätze Krupp’sche Ziegelhütte und Pulvermühle.

## Geschichte
1190 „Sacerdos Cunradus de Loginsfeld“ urkundlich bezeugt; 1327 Lohnsfeit, 1486 Lanßfeldt; 17./18. Jahrhundert Lohnsfeld.
Bis Ende des 18. Jahrhunderts gehörte Lohnsfeld zur Grafschaft Falkenstein.
Nach 1792 hatten französische Revolutionstruppen die Region besetzt und nach dem Frieden von Campo Formio (1797) annektiert. Von 1798 bis 1814 gehörte das Dorf zum französischen Departement Donnersberg und war dem Kanton Winnweiler zugeordnet. Aufgrund der auf dem Wiener Kongress (1815) getroffenen Vereinbarungen und einem Tauschvertrag mit Österreich kam die Region 1816 zum Königreich Bayern. Ab 1818 war die Gemeinde Lohnsfeld dem Landkommissariat Kaiserslautern im bayerischen Rheinkreis, später dem Bezirksamt Kaiserslautern zugeordnet, aus dem 1938 der Landkreis Kaiserslautern hervorging.
Nach dem Zweiten Weltkrieg wurde Lohnsfeld innerhalb der französischen Besatzungszone Teil des damals neu gebildeten Landes Rheinland-Pfalz und gehörte zum Landkreis Rockenhausen im Regierungsbezirk Pfalz. Seit 1969 gehört die Gemeinde Lohnsfeld zum Donnersbergkreis und seit 1972 der Verbandsgemeinde Winnweiler an.

## Politik

### Gemeinderat
Der Gemeinderat in Lohnsfeld besteht aus zwölf Ratsmitgliedern, die bei der Kommunalwahl am 9. Juni 2024 in einer Mehrheitswahl gewählt wurden, und dem ehrenamtlichen Ortsbürgermeister als Vorsitzendem.

### Bürgermeister
Daniel Korn wurde am 2. Juli 2024 Ortsbürgermeister von Lohnsfeld. Bei der Direktwahl am 9. Juni 2024 hatte er sich mit einem Stimmenanteil von 63,5 % gegen einen Mitbewerber durchgesetzt.
Korns Vorgänger Walter Bertram hatte das Amt von 2009 bis 2024 ausgeübt.

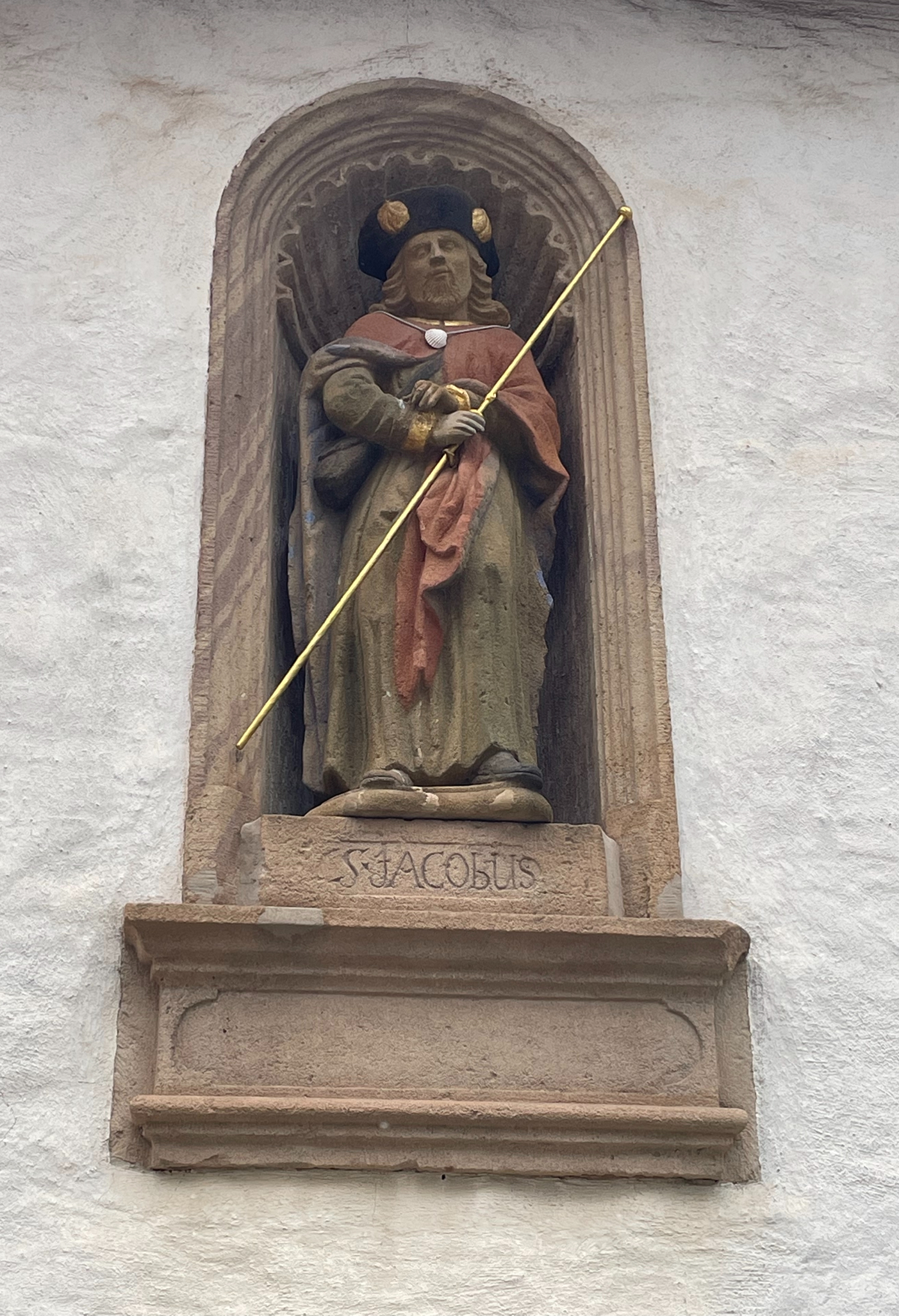
Statue des Heiligen Jakobus über dem Eingang der evangelischen Kirche

### Wappen
| Wappen von Lohnsfeld | Blasonierung: „Gespalten von Silber und Rot, vorn ein grüner Eichenast mit zwei grünen Blättern, mittigem grünem Fruchtbecher und goldener Eichel, hinten eine goldene Pilgermuschel.“ |
| Wappen von Lohnsfeld | Wappenbegründung: In seinen Motiven geht das Lohnsfelder Wappen auf das Gerichtssiegel des Gerichts Lohnsfeld und Potzbach, das aus dem 16. Jh. überliefert ist, zurück. Der Eichenzweig ist ein Gerichtssymbol der Grafschaft Falkenstein, wo er in einer größeren Anzahl von alten Gerichtssiegeln vorkommt, die Pilgermuschel steht für den Heiligen Jakobus, der in Lohnsfeld von jeher Kirchenpatron war. Erst im Mai 1983 wurde das vom Heraldiker Otto Hupp erstmals 1928 veröffentlichte Wappen angenommen bzw. von der Bezirksregierung genehmigt. |

## Wirtschaft und Infrastruktur
Durch den Ort führt die alte napoleonische Kaiserstraße von Paris nach Mainz, ebenfalls führte die Bundesstraße 40 jahrzehntelang mitten durch den Ort. Die B 40 wurde mit Vollendung der Bundesautobahn 63 am 15. Oktober 2004 in L 401 umbenannt und somit zur Landesstraße herabgestuft.
Direkt östlich befindet sich die Bundesautobahn 63 (Kaiserslautern – Mainz).
In Winnweiler befindet sich ein Bahnhof der Alsenztalbahn.

## Söhne und Töchter der Gemeinde
- Johann Jakob Atzel (1754–1816), Architekt